# Navegação à vela
Navegação à vela (português europeu) ou Navegação a vela (português brasileiro) pode ser definida como a arte de manobrar as velas de uma embarcação (de flutuação própria) em função do vento (conforme a sua direcção e a sua intensidade) para que possa locomover-se em relação ao rumo que se pretende seguir, em operações que envolvem não somente o velame em si, mas também o(s) mastro(s), a quilha e o leme.

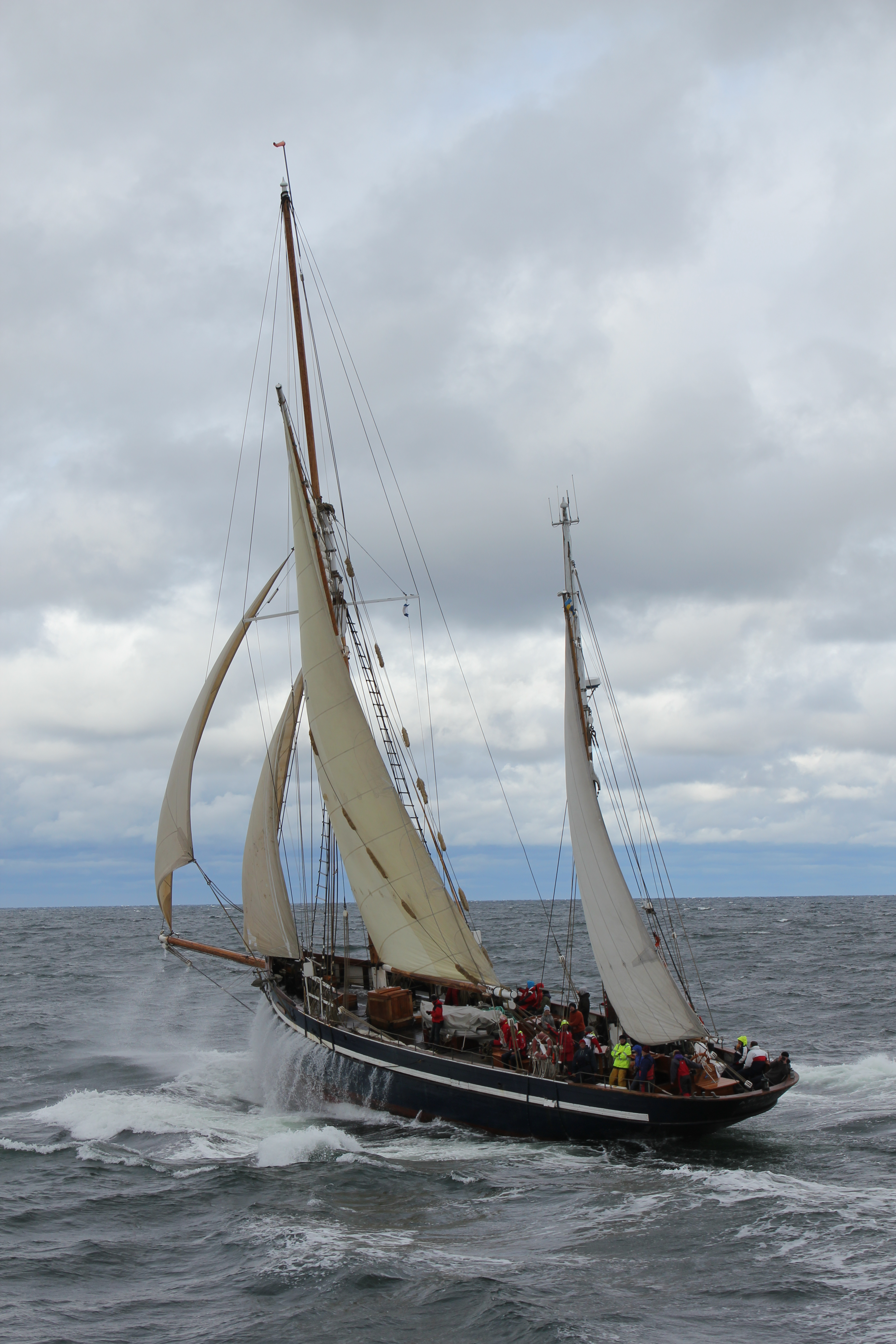
Veleiros da classe 420

Este tipo de navegação foi utilizada com primazia pela humanidade, até o surgimento da navegação a vapor, originalmente usada como coadjuvante da primeira, até tornar-se o meio de propulsão exclusivo e majoritário a partir de 1845, com a construção do SS Great Britain.

## Veleiro básico
Qualquer veleiro, é sempre constituído por uma parte flutuante, uma parte que lhe permite receber o vento e uma parte direccional, ou seja:
- Casco — o que o permite flutuar.
- A parte emersa, as obras mortas, para receber o vento, é formada pela:
  - Mastreação — conjunto dos mastros, vergas e paus;
  - Velame — conjunto de todas as velas.
- A parte imersa, as obras vivas, para reforçar e dirigir, é constituída pela :
  - Quilha — a espinha dorsal da embarcação [nota 2];
  - Patilhão — peça fixa para equilibrar a embarcação;
  - Leme — serve a controlar a direcção da nave.

## Casco
O casco é o invólucro exterior de qualquer embarcação da qual depende a sua flutuabilidade. Um casco pode ser dividido em três partes: fundo — parte mais baixa do casco; costado — parte lateral do casco; encolamento — secção, geralmente curva, de junção entre o fundo e o costado.

## Obras morta

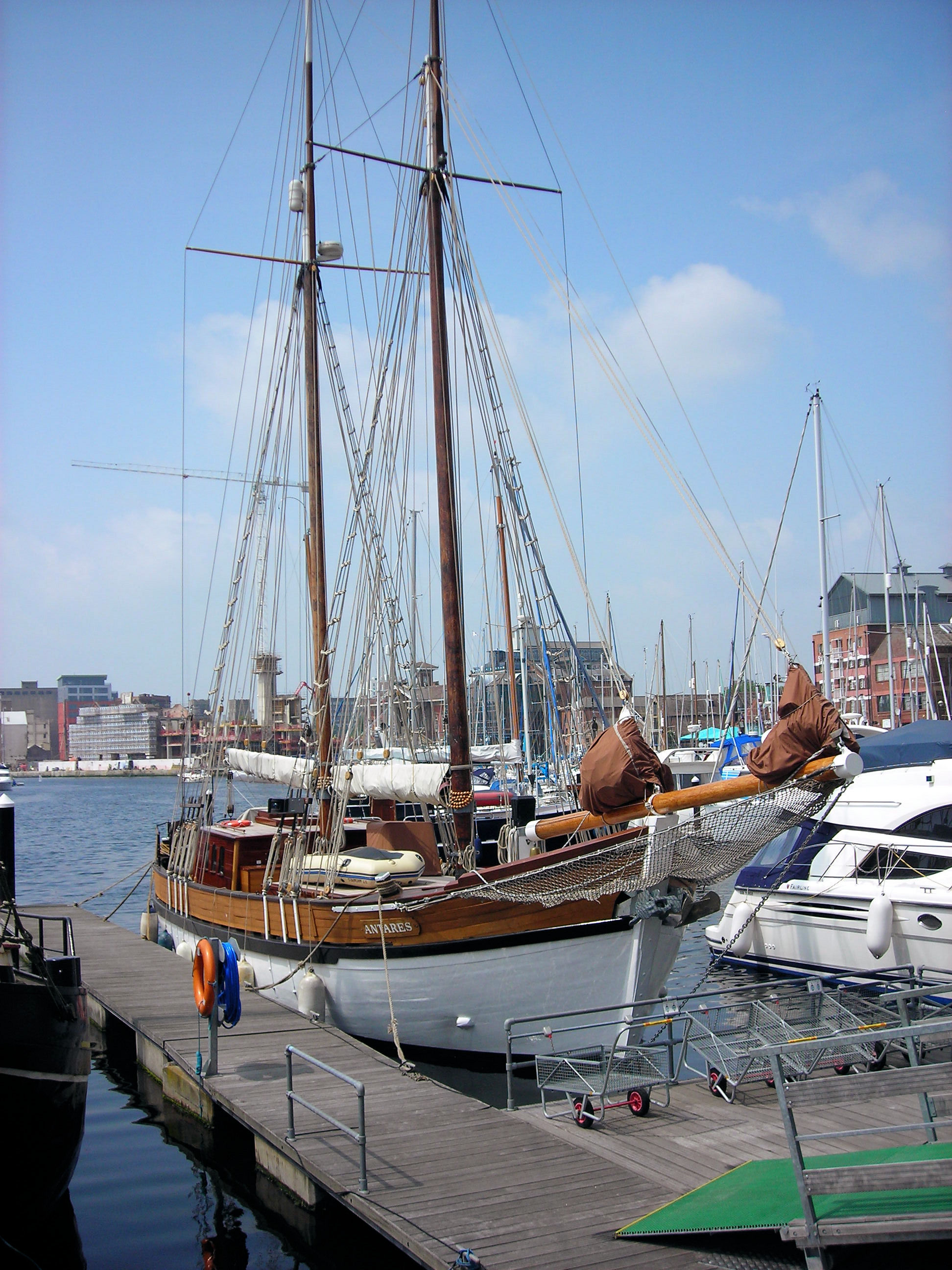
Um iate atracado.

A parte emersa também chamada de obras mortas é a parte do casco que fica acima da água e se encontra no convés.

### Mastreação
A mastreação é composta pelo mastro, fixo à embarcação pelo estai e pelos brandais, e a sua inseparável retranca, no caso de uma monotipo ligeiro, pois que num grande veleiro refere-se ao conjunto dos mastros, vergas, cesto da gávea e paus de uma embarcação 

### Velame
O velame, o motor do veleiro, é composto pela vela grande (presa ao mastro e à retranca) e pela vela de estai (presa ao cabo que lhe deu o nome). Além destas velas de base pode também citar-se o genoa e o spinnaker (balão).

#### Tipo de velas
A vela começou por ser quadrada e em seguida trapezoidal para se tornar triangular, actualmente para se obter uma superfície vélica superior para uma dada altura de mastro começa-se a utilizar de novo a vela aúrica como nos monocascos de corrida.

### Aparelho e manobra
Em náutica estes termos tem um significado bem próprio já que designam:
- Aparelho — o nome dado ao conjunto propulsor dos veleiros: velame, massame e poleame;
- Manobra — o nome dado às acções relacionadas com o manobrar do velame.

### Mudar de rumo
Sendo o rumo a direcção em que se navega, mudar de rumo será mudar de direcção. No mar aberto utiliza-se uma bússola para se ir numa direcção determinada, mas junto à costa utiliza-se mais uma conhecença, ou sejam pontos facilmente reconhecíveis na costa como faróis, igrejas, torres, etc.
Para se efectuar esta manobra é preciso primeiro alterar a posição do leme e depois alterar a maneira como as velas estavam ajustadas para as regular em função do novo rumo a seguir, a manobra.

### Virar de bordo
Entre a manobra, o trabalho com o velame, e a acção do leme tem de haver uma boa coordenação no momento em que as velas têm de passar de um bordo ao outro, e é preciso virar de bordo.
Essa manobra pode ser feita contra a direcção do vento (virar/cambar por davante), ou de modo a que o vento passe por detrás (virar/cambar em roda).

### Mareação

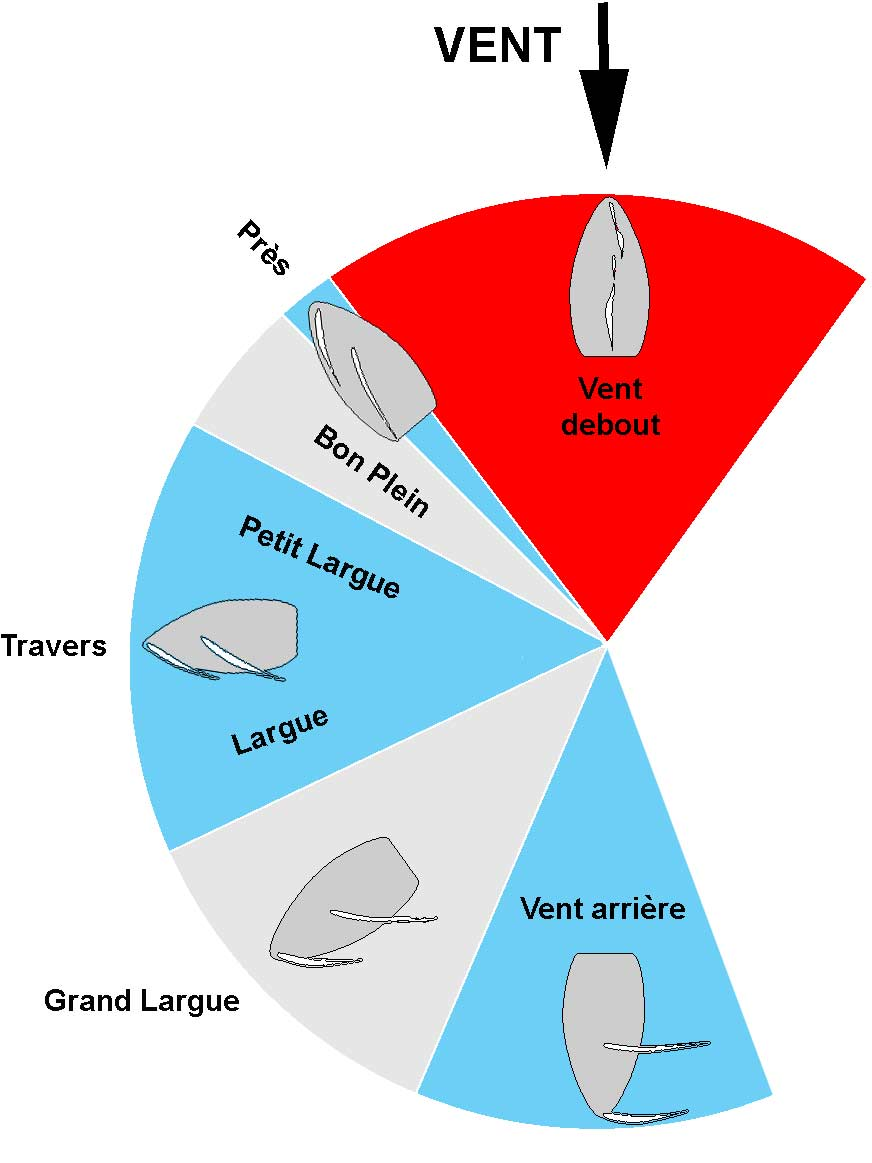
Esquema das diferentes mareações.

Mareação é um termo náutico empregue para designar as diferentes posições que toma um veleiro em relação à direcção do vento. Dividem-se em três grupos chamados: bolina, largo e popa.

## Obras vivas
A parte imersa também chamada de obras vivas é a parte inferior do casco das embarcações que fica submerso.
Regularmente confunde-se a quilha e o patilhão mas muito sumariamente pode dizer-se que:
- Quilha — é a espinha dorsal de uma embarcação para lhe conferir resistência,
- Patilhão — apêndice que serve para estabilizar e não deixar derivar a embarcação.

### Quilha, patilhão e leme
A quilha é uma peça da estrutura da embarcação que se estende da proa à popa, na parte inferior da nave, e de onde parte para cima o costado. É a verdadeira espinha dorsal da embarcação.
O patilhão é um apêndice fixo e normalmente lastrado que não só transforma a força lateral do vento nas velas em movimento longitudinal, mas que paralelamente lhe forneça a estabilidade necessária para que não fique demasiado deitado, ou nos casos extremos que vire (caia de lado). Nos veleiros ligeiros, como no Optimist, o patilhão pode ser retractável.
O leme encontra-se geralmente na popa dos barcos e serve para o dirigir, mas no caso dos veleiros unicamente quando este está em andamento. Em alguns veleiros o leme faz corpo com a patilhão, mas este sistema é cada vez menos usado.
Altera-se o rumo da embarcação mudando a direcção do leme que pode ser accionado ou por uma cana de leme ou por uma roda de leme. A roda de leme funciona como o volante de uma viatura na medida em que se se a rodar para a esquerda, o barco vira para bombordo, contrariamente ao que acontece com a cana de leme que quando empurrada para a esquerda faz virar o barco para estibordo, quer dizer que neste caso o movimento é sempre feito no sentido contrário relativamente ao lado para onde se quer virar.

## Regular as velas
Muito basicamente as velas têm que ser ajustadas, caçadas ou folgadas, para que numa dada direcção seja optimizada a força que o vento exerce nas vela, tanto na vela de estai como na vela grande.
Assim, quando o burro está pouco caçado, pouco tenso, a valuma fica mais solta e a vela grande enche mais ficando assim com mais saco ("barriga"). Quando o saco está bem atrás a entrada é dita fina e autoriza apenas uma estreita faixa eficiente de ar, o que permite trabalhar com um ângulo mais fechado com o vento e o barco pode orçar mais.